# USS Iowa (BB-61)
USS Iowa (BB-61) är ett utmönstrat amerikanskt slagskepp av Iowa-klass som tjänstgjorde under andra världskriget och Koreakriget i USA:s flotta. 
Fartyget var det fjärde fartyget i den amerikanska flottan som namngavs efter delstaten Iowa.

## Bakgrund
Fartyget beställdes i juli 1939 och kölsträcktes i juni 1940, och hon sjösattes 27 augusti 1942. Fartyget transporterade USA:s president Franklin D. Roosevelt från USA över Atlanten 1943 till Mers-el-Kébir i Algeriet, som första deletappen i resan vidare till Teherankonferensen. En hytt utrustades med ett särskilt badkar för den rullstolsburne presidenten.
Liksom andra slagskepp i sin fartygsklass togs hon efter ombyggnad ut från malpåse och åter i tjänst 1984 på initiativ av marinminister John Lehman under Ronald Reagans administration. I april 1989 inträffade en olycka i ett av kanontornen som orsakade 47 dödsfall bland besättningen.
Slagskeppet Iowa utmönstrades ur amerikanska flottans register hösten 2006 och ligger sedan 7 juli 2012 förtöjd som ett museifartyg i stadsdelen San Pedro i Los Angeles.